# Olceclostera ibar
Olceclostera ibar is een vlinder uit de familie van de Apatelodidae. De wetenschappelijke naam van de soort is, als Apateodes ibar, voor het eerst geldig gepubliceerd in 1927 door William Schaus.